# Tuskaroria ultraabyssalis
Tuskaroria ultraabyssalis is een slakkensoort uit de familie van de Raphitomidae. De wetenschappelijke naam van de soort is voor het eerst geldig gepubliceerd in 1988 door Sysoev.